# Demon Gaze
Demon Gaze (デモンゲイズ) est un jeu vidéo de type dungeon crawler développé et édité par Kadokawa Games, sorti en 2013 sur PlayStation Vita.
Il a pour suite Demon Gaze II.

## Accueil
- Destructoid : 7/10[1]
- Famitsu : 34/40[2]
- GameSpot : 7/10[3]
- GamesRadar+ : 3/5[4]
- The Guardian : 2/5[5]
- IGN : 7,2/10[6]